# Frederic I de Neapole
Frederic I de Neapole (n. 16 octombrie 1451, Napoli, Regatul Neapolelui – d. 9 noiembrie 1504, Tours, Franța) a fost ultimul rege al Neapolelui din casa de Trastámara, domnind din 1496 până în 1504. A fost cel de-al doilea fiu al lui Ferdinand I, fratele lui Alfonso al II-lea și unchiul lui Ferdinand al II-lea, predecesorul său.
S-a născut la Napoli, fiind fiul Isabellei de Taranto, fiica lui Tristan, conte de Copertino, și a Caterinei Orsini, și-a succedat nepotul care a decedat în 1496 la vârsta de 28 de ani.
O alianță între regele Ludovic al XII-lea al Franței și celebrul său văr, regele Ferdinand al II-lea de Aragon, au continuat cerere predecesorului lui Ludovic, regele Carol al VIII-lea al Franței, asupra Neapolelui și Siciliei. În 1501 l-au demis pe Frederic, Napoli inițial condus de Ludovic, ca din 1504 aceasta să fie proprietatea Coroanei spaniole până la sfârșitul Războiului de succesiune spaniol.
Frederic moare la Tours în 1504.

## Familia
Ca și tatăl său, acesta s-a căsătorit de două ori. Prima sa soție a fost Ana de Savoia, fiica lui Amadeus al IX-lea, duce de Savoia, și a Iolandei de Valois, fiica lui Carol al VII-lea, regele Franței, cu care s-a căsătorit pe 11 septembrie 1478 la Milano. A doua soție a sa a fost Isabella del Balzo. Cu Ana a avut o fiică, Charlotte, de asemenea, încă cinci copii din a doua căsătorie cu Isabella.
- Charlotte, măritată cu contele de Laval.
- Ferdinand de Aragon, duce de Calabria (15 decembrie 1488 – 1550). S-a căsătorit prima dată cu Germaine de Foix și a doua oară Mencia de Mendoza.
- Giulia de Aragon (1492 – 10 martie 1542).
- Alfonso de Aragon (1499 – 1515).
- Isabella de Napoli (1500 - 1550).
- Cesare de Aragon (1501 – 1501/1503).